# VV Rigtersbleek in het seizoen 1954/55
Het seizoen 1954/1955 was het eerste jaar in het bestaan van de Enschedese betaaldvoetbalclub Rigtersbleek. De club kwam uit in de Eerste klasse B en eindigde daarin op de 9e plaats, dit betekende dat de club in het nieuwe seizoen uitkwam op het hoogste voetbalniveau, de Hoofdklasse.

## Wedstrijdstatistieken

### Eerste klasse B(afgebroken)
|       | Ajax | Be Quick | DOS   | EDO   | Enschedese Boys | Go Ahead | Heracles | N.E.C. | Stormvogels | Veendam | De Volewijckers | Zwolsche Boys |
| ----- | ---- | -------- | ----- | ----- | --------------- | -------- | -------- | ------ | ----------- | ------- | --------------- | ------------- |
| Thuis | –    | –        | 2 – 3 | –     | –               | 1 – 3    | –        | –      | 3 – 3       | 4 – 1   | –               | –             |
| Uit   | –    | –        | –     | 1 – 2 | –               | –        | 1 – 4    | 4 – 0  | –           | –       | 2 – 3           | 3 – 1         |

### Eerste klasse B
|       | ADO   | Brabantia | DWS   | EDO   | Elinkwijk | Fortuna '54 | Heerenveen | Heracles | Sittardia | Sparta | SVV   | Wageningen | Willem II |
| ----- | ----- | --------- | ----- | ----- | --------- | ----------- | ---------- | -------- | --------- | ------ | ----- | ---------- | --------- |
| Thuis | 1 – 0 | 3 – 2     | 3 – 2 | 2 – 2 | 2 – 2     | 1 – 3       | 1 – 5      | 1 – 1    | 2 – 2     | 2 – 2  | 2 – 3 | 3 – 1      | 2 – 2     |
| Uit   | 6 – 3 | 0 – 3     | 2 – 1 | 2 – 4 | 0 – 1     | 0 – 1       | 1 – 5      | 5 – 1    | 1 – 0     | 3 – 0  | 3 – 0 | 0 – 2      | 8 – 3     |

## Statistieken Rigtersbleek 1954/1955

### Eindstand Rigtersbleek in de Nederlandse Eerste klasse B 1954 / 1955
| Stand | Gespeeld | Gewonnen | Gelijk | Verloren | Punten | Doelpunten voor | Doelpunten tegen |
| ----- | -------- | -------- | ------ | -------- | ------ | --------------- | ---------------- |
| 9e    | 26       | 10       | 6      | 10       | 26     | 49              | 58               |

### Eindstand Rigtersbleek in de Nederlandse Eerste klasse B 1954 / 1955 (afgebroken)
| Stand | Gespeeld | Gewonnen | Gelijk | Verloren | Punten | Doelpunten voor | Doelpunten tegen |
| ----- | -------- | -------- | ------ | -------- | ------ | --------------- | ---------------- |
| 6e    | 9        | 4        | 1      | 4        | 9      | 20              | 20               |

### Topscorers
| #      | Naam                 | Goal |
| ------ | -------------------- | ---- |
| 1.     | Gerrit Trooster      | 21   |
| 2.     | Johan Oude Engberink | 6    |
| 2.     | Arnold Schutte       | 6    |
| 4.     | Wim Bleijenberg      | 5    |
| 4.     | Wolter Kelder        | 5    |
| 6.     | Schepers             | 3    |
| 7.     | Wim Terink           | 2    |
| 8.     | Henk Kasterman       | 1    |
| Totaal | Totaal               | 49   |

| #      | Naam            | Goal |
| ------ | --------------- | ---- |
| 1.     | Wim Bleijenberg | 9    |
| 2.     | Gerrit Trooster | 5    |
| 3.     | Arnold Schutte  | 2    |
| 3.     | Wim Terink      | 2    |
| 5.     | Henk Kasterman  | 1    |
| 5.     | Berend Snijders | 1    |
| Totaal | Totaal          | 20   |